# تينوتشتيتلان

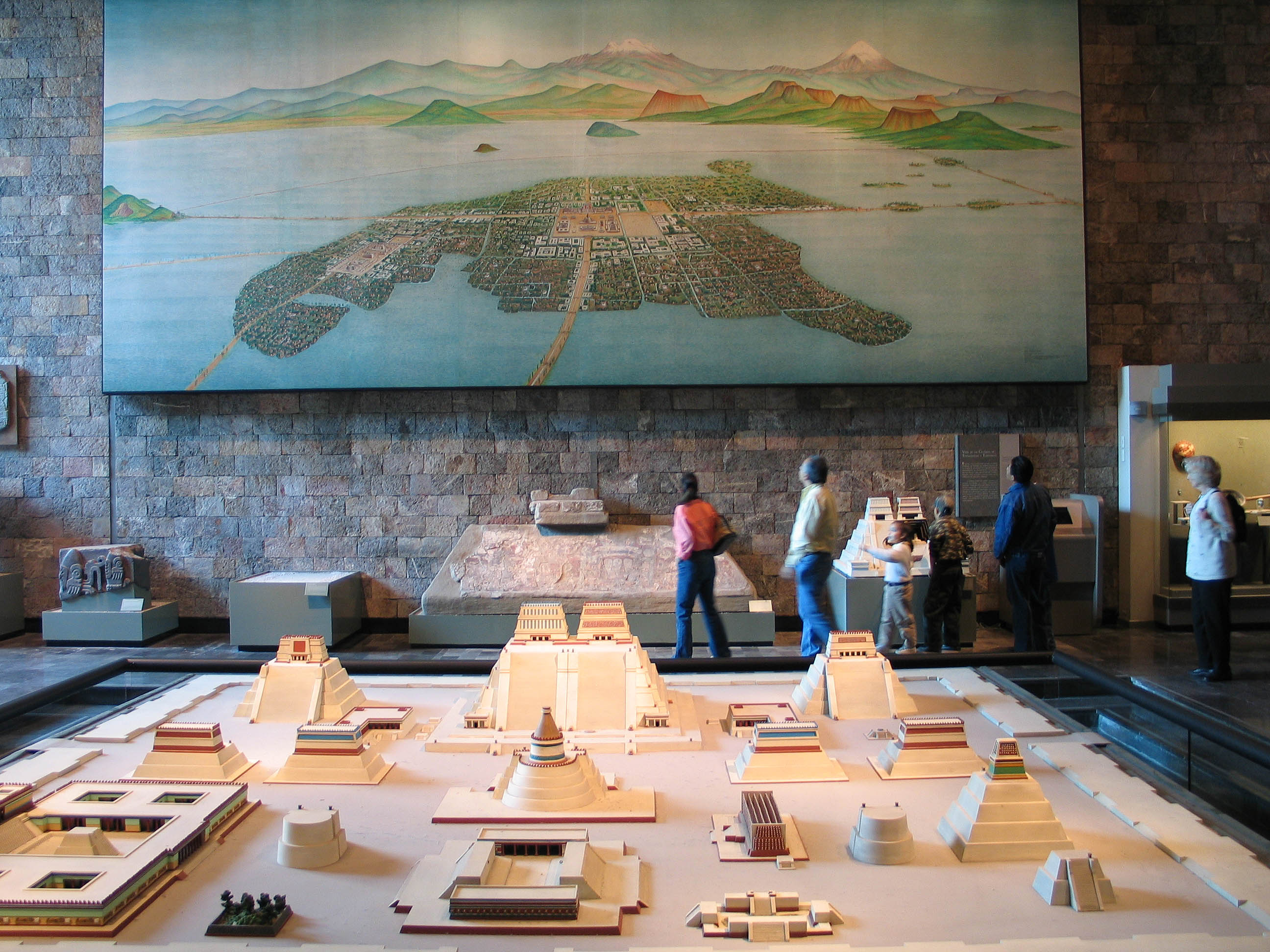
نموذج لمدينة تينوتشتيتلان القديمة بالمكسيك.

تينوتشتيتلان (بالناواتل: Tenōchtitlan) كانت عاصمة إمبراطورية الآزتك، بنيت في سنة 1325م، وتقع في جزيرة في وسط بحيرة تشكوكو بالمكسيك. ولقد حكم الآزتك مساحة كبيرة من وسط المكسيك، وكان للمدينة دورًا هامًا في تطور الإمبراطورية، حيث احتوت على المراكز الحكومية، والأسواق الكبيرة، والمعابد الدينية الهامة. وفي عام 1519م، وعندما وصل الغزاة الإسبان بقيادة إرنان كورتيس للمدينة أعجب بها كورتيس ولكنه قرر مهاجمتها، فغزا الإسبان وحلفاؤهم من تلاكسكالا مدينة تينوتشتيتلان، وقد سقطت في عام 1521.
وكان أول من أرتقى العرش في المدينة الملك أكامبيتشتلي عام 1376م ملك الأزتك. وجاء من بعده 12 ملكا، وكان آخرهم الملك مونتيزوما الثاني، ثم ابن أخيه كواتيموك واللذين قتلا على يد إرنان كورتيس.
كان لمدينة تينوتشتيتلان قناتين مصنوعتان من الفخار لجلب المياه لسكان المدينة القديمة ؛ القناتان طول كل منهما 4 كيلومتر . وكانتا تجلبان الماء من ينابيع " شابولتبيك" وتستغل تلك المياه للغسيل والتنظيف. وأما مياه الشرب فكان سكان المدينة يفضلون الشرب من النابيع الجبلية. معظم سكان المدينة كان يغتسل مرتين في اليوم؛ واما الملك موكتيزوما فيقال أنه كان يستحم أربعة مرات يوميا. وطبقا لما جاء في مخطوطات الأزتك، كان "الصابون" الذي يستعملوه من جذور نبات يسمى " كوبالكسوكوتل" ( صابوناريا أميريكانا) " 
ومن ثم بنيت مدينة مكسيكو الحديثة على أنقاض عاصمة الأزتك تينوتشتيتلان. وقد قام الإسبان بردم وتجفيف معظم بحيرة تسكسوكو، وبنيت مدينة مكسيكو على مساحة كبيرة منها.

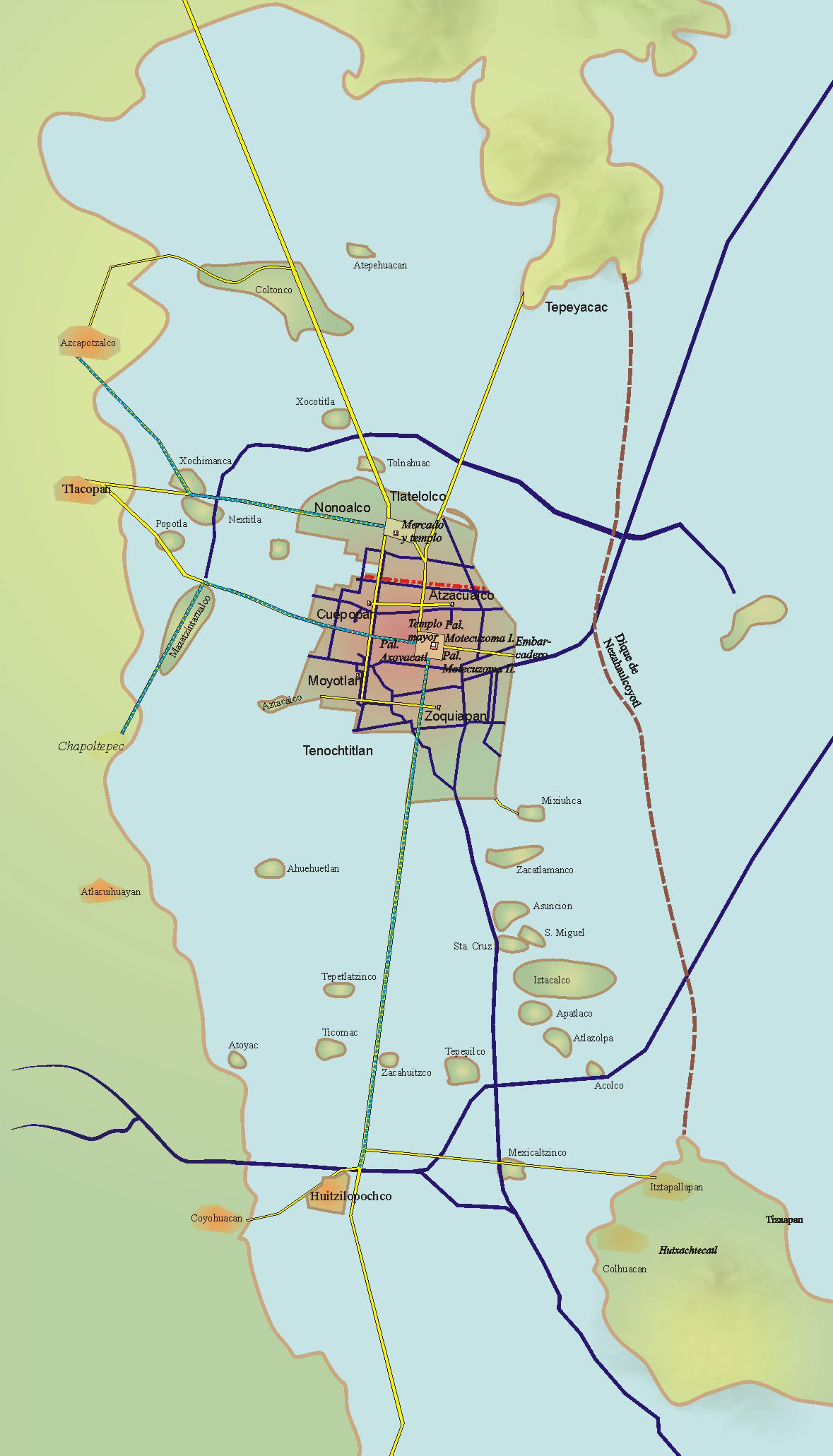
في الطرف الغربي لبحيرة تشكوكو القديمة تحتل مكسيكو- تينوتشتيتلان الجزء الجنوبي في جنوب الجزيرة (وسط الخريطة تحت الخط الأحمر)، أما الجزء الشمالي فهو مكسيكو–تلاتيلولكو (أعاد تمثيلها هانس ج.بريم في 2008)

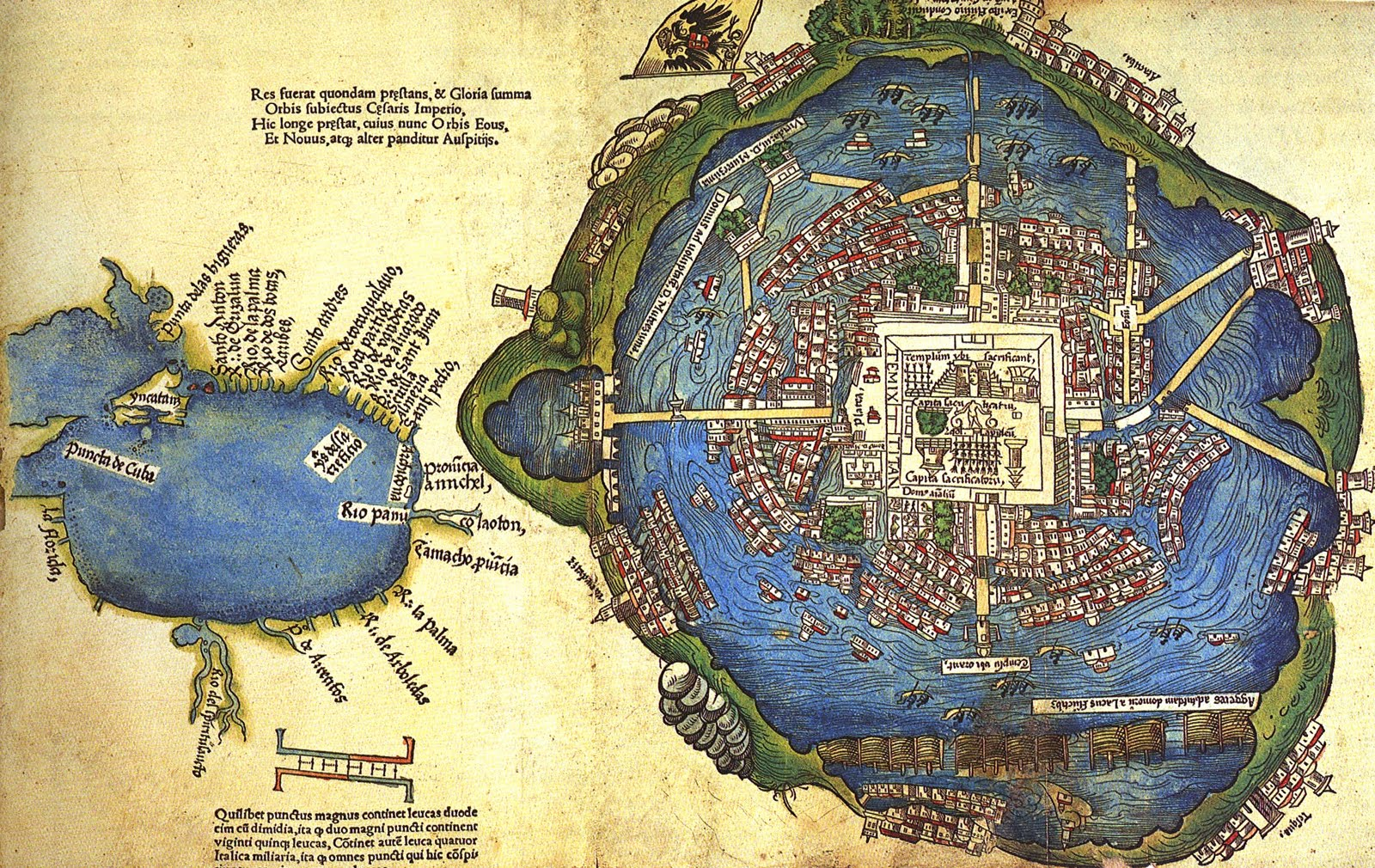
مخطط مكسيكو –تينوختيتلان في 1524 من وضع أحد الاسبان الذين رافقوا إرنان كورتيس في غزوه لامبراطورية الأزتك. وهذا المخطط ماخوذ من كتاب موجود بمكتبة نيوبيري في شيكاغو

## أصل التسمية

الرمز الكتابي الازتيكي لتينوختيتلان مأخوذ من الكتاب المخطوط تيليريانو ريمنسيس (القرن 16م)

## ظروف تأسيسها

ضواحي تينوختيتلان في 1519

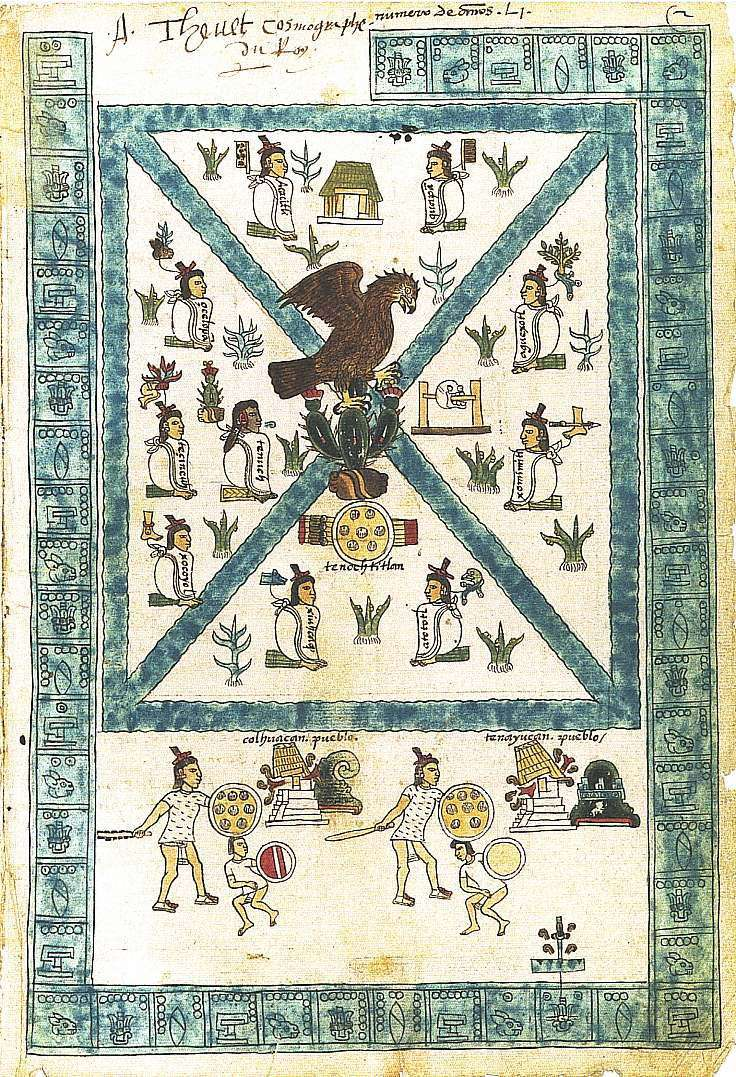
في وسط هذه الورقة المأخوذة من كتاب منذوزا المخطوط،يمكن ملاحظة الرمز الكتابي للعاصمة الازتيكية و الذي يشير إلى عناصراسطورة تأسيس هذه المدينة.

## أهمية المدينة

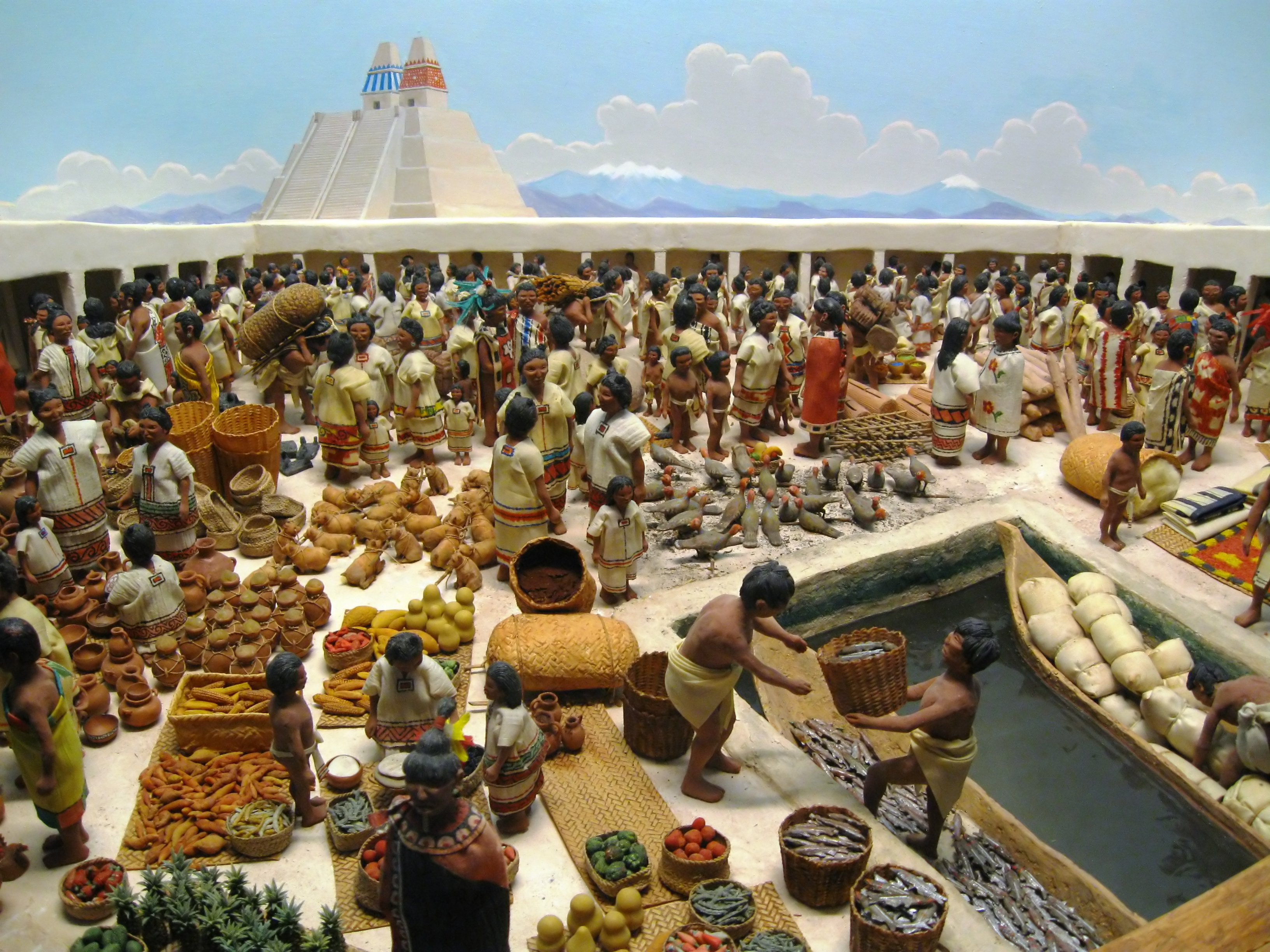
اعادة تمثيل سوق تلاتيلولكو (من متحف فيلد في شيكاغو)

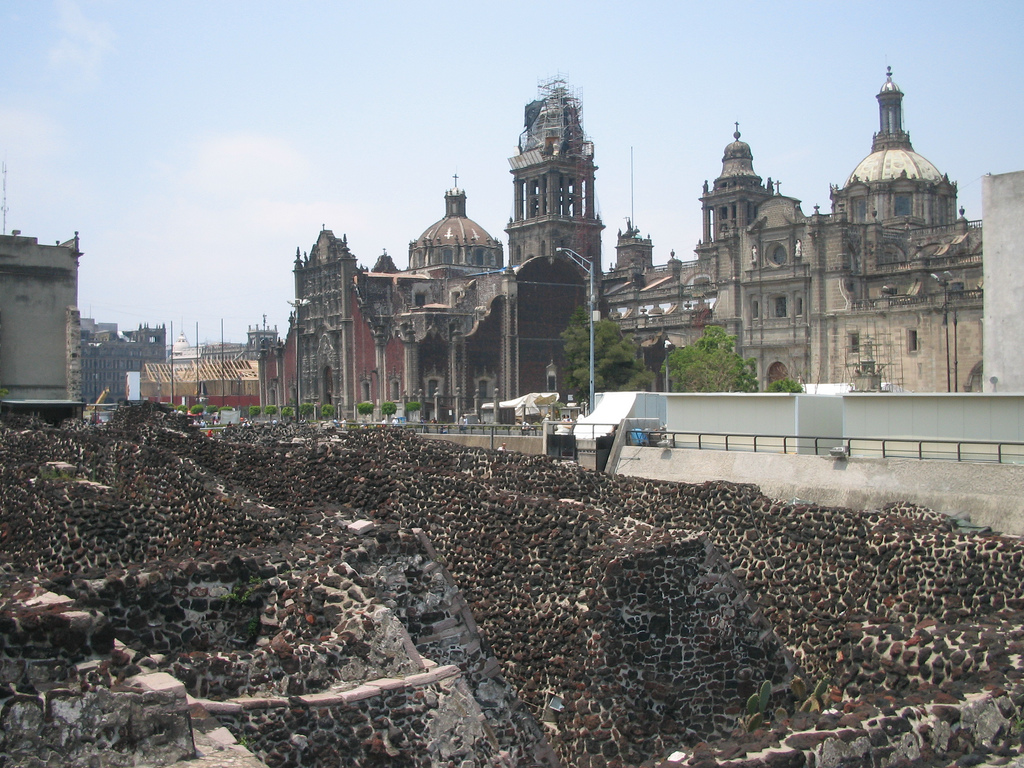
تنقيبات أثرية تظهر جزء من المعبد الكبير الذي بنيت على انقاضه الكاتدرائية

## صور أثار تينوتشتيلان

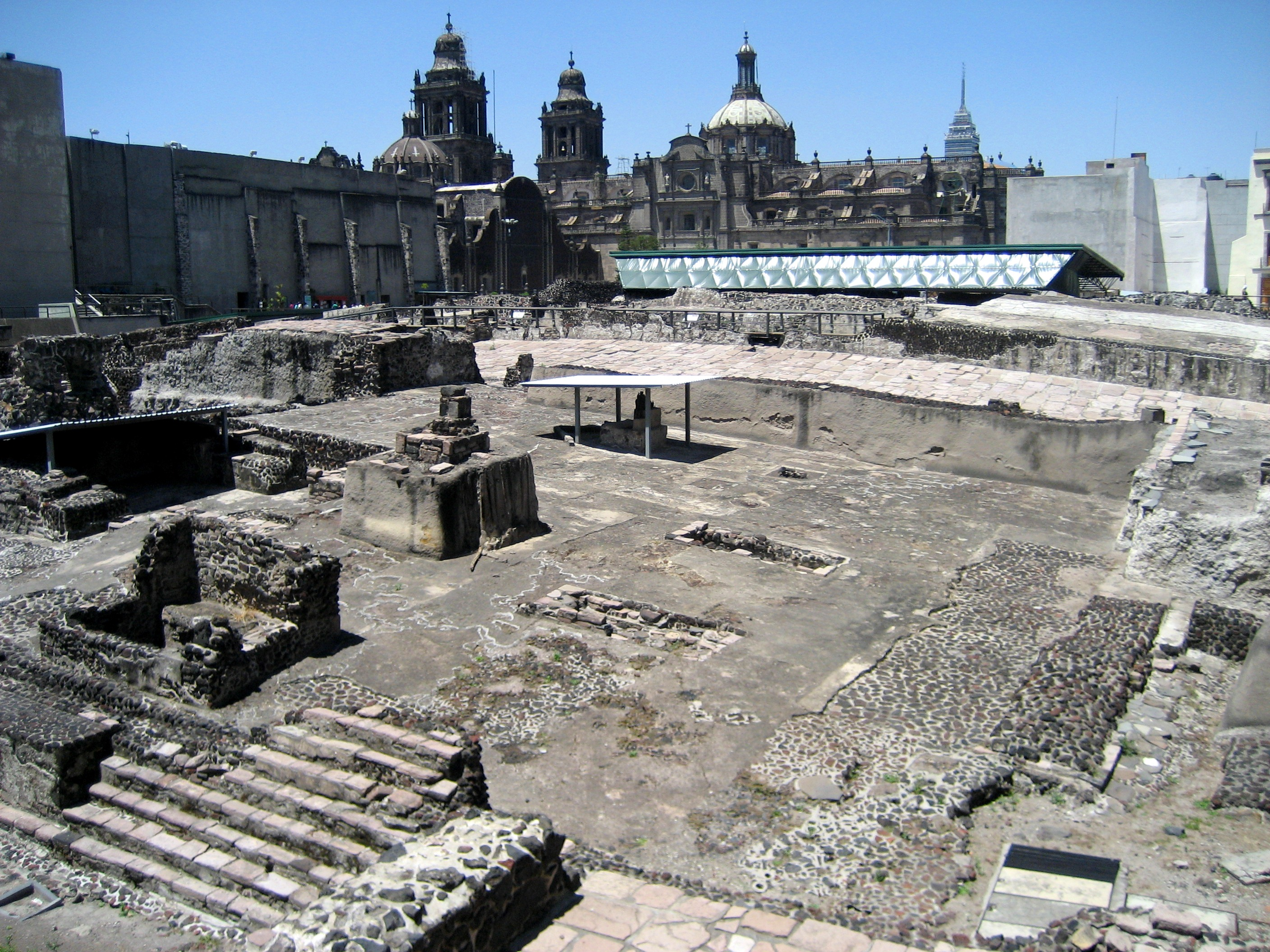
أثار المديمة القديمة
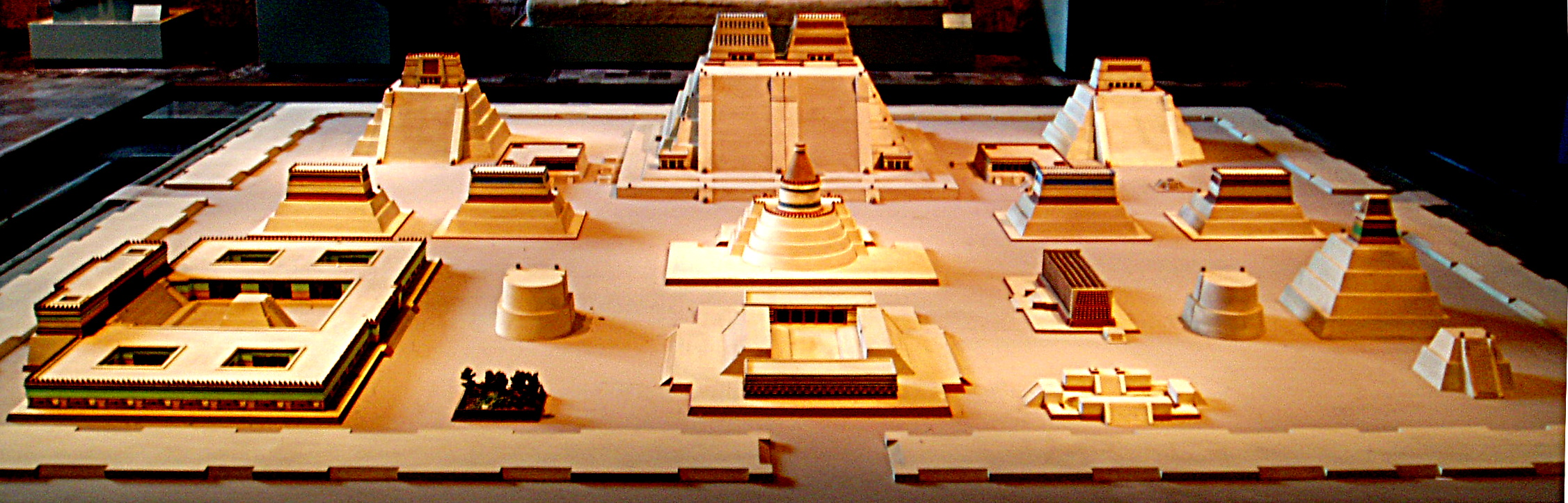
نموذج للمدينة القديمة
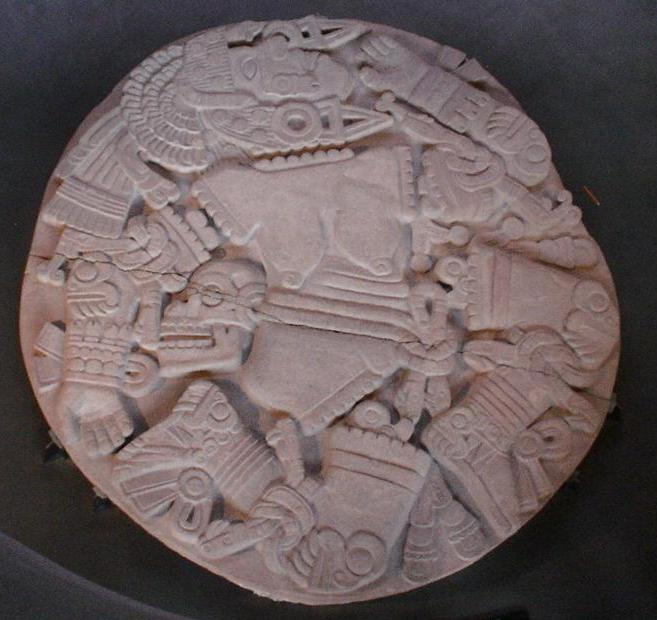
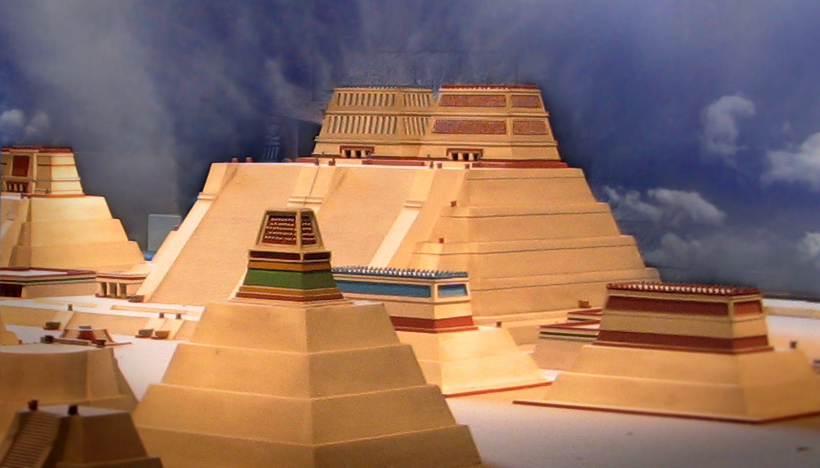
نموذج المعبد الكبير ومركز الاحتفالات والمجمعات الدينية والحكومية في تينوتشتيلان
تينوتشتيتلان عاصمة امبراطورية الأزتك، بنيت في وسط المكسيك على جزيرة في بحيرة تشكوكو
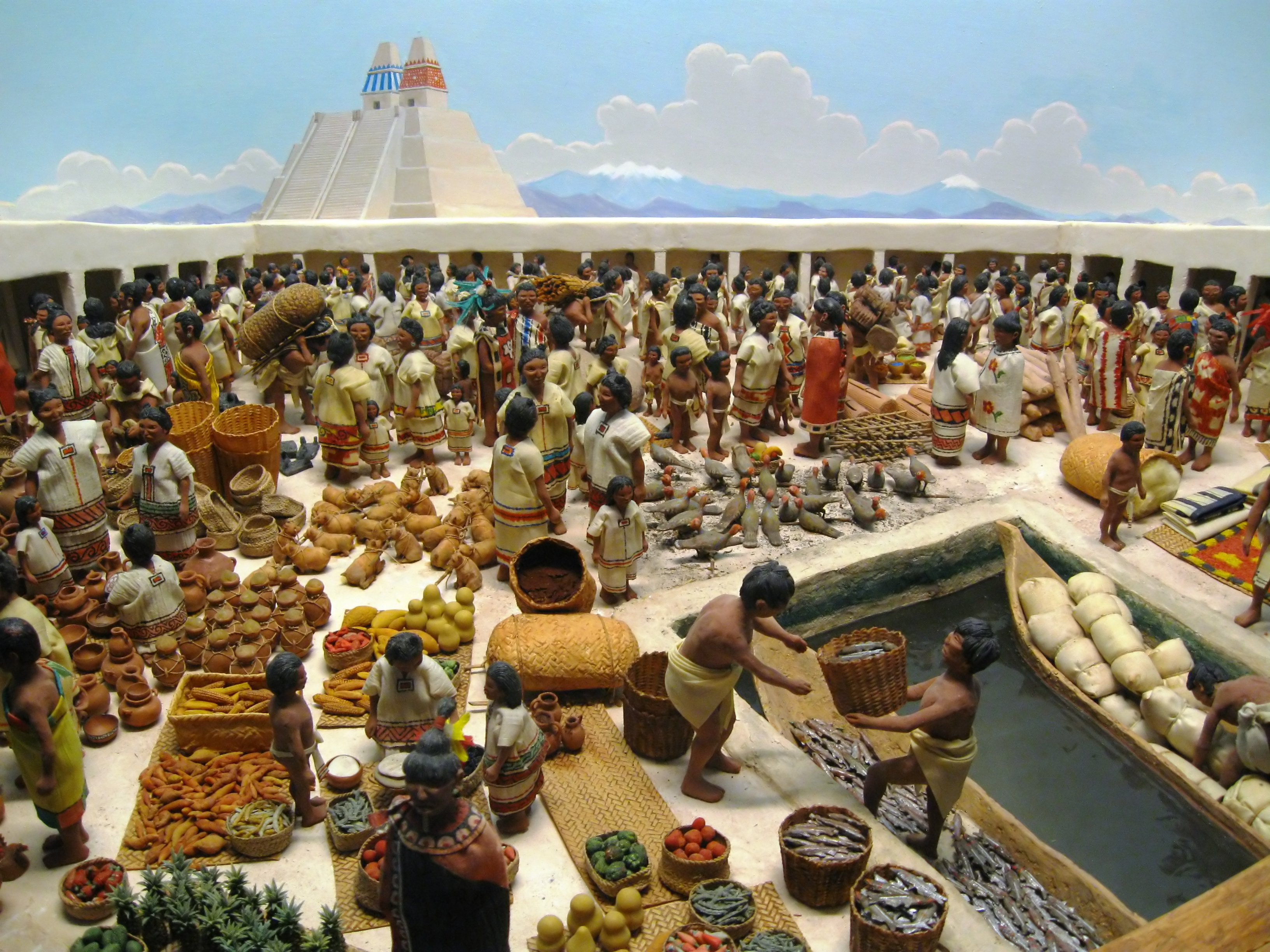
نموذج لسوق تلاتيلولكو
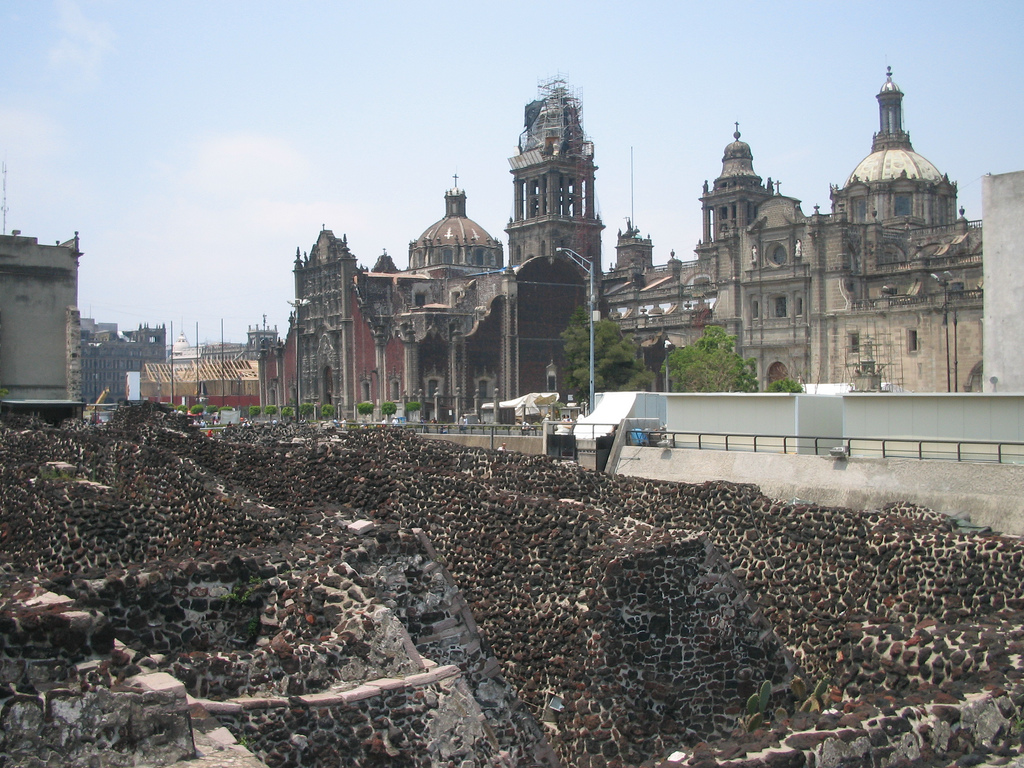
أطلال المراحل المختلفة لتشييد المعبد الكبير (عام 2008)
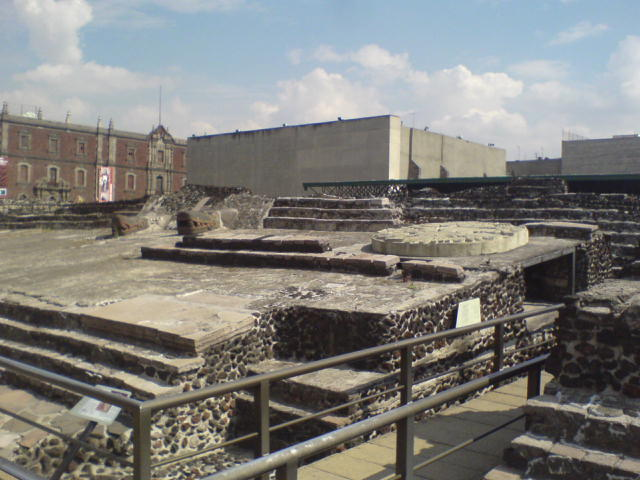
بقايا المعبد الكبير
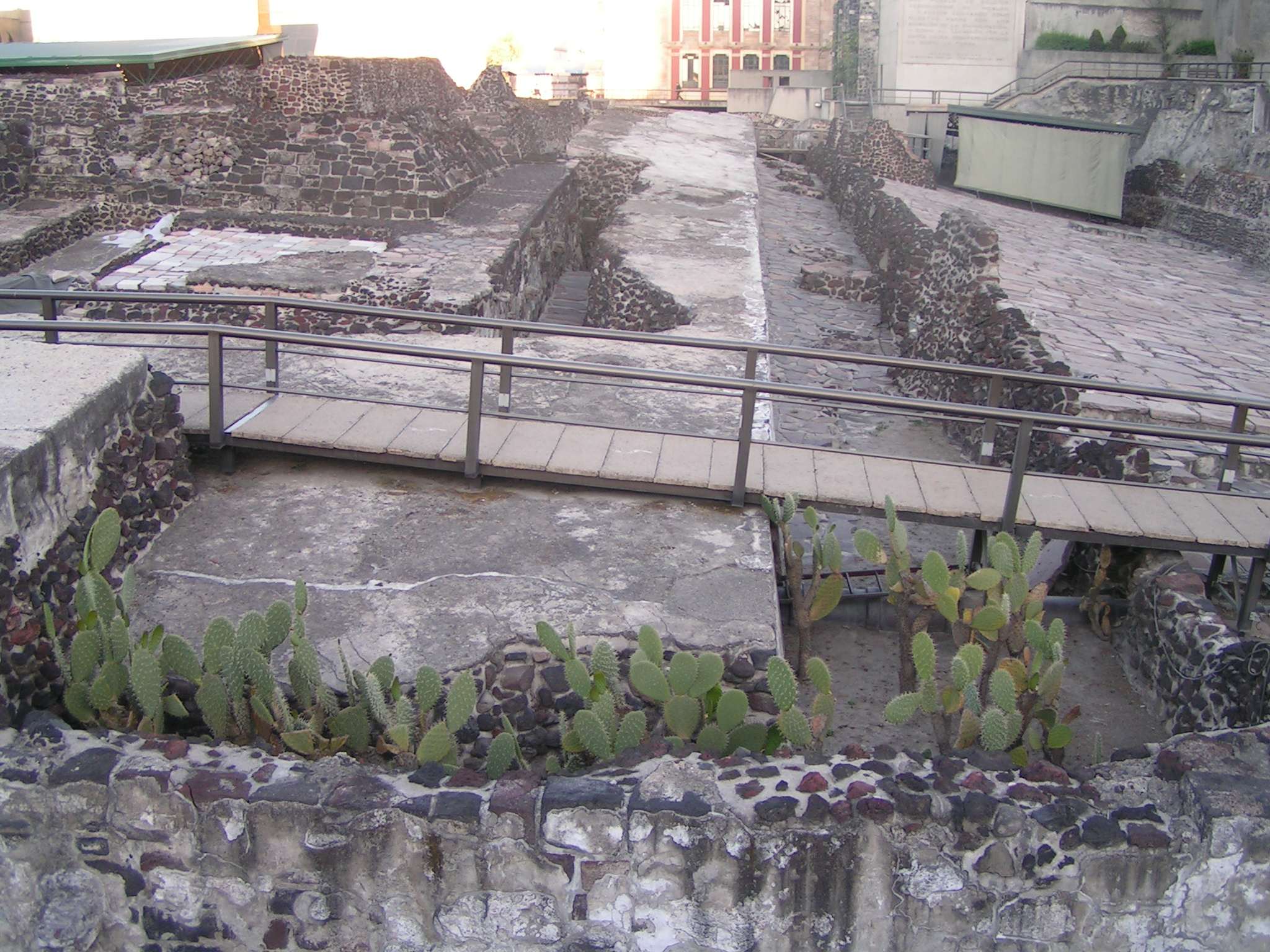
الحفريات الجديدة في المعبد الكبير
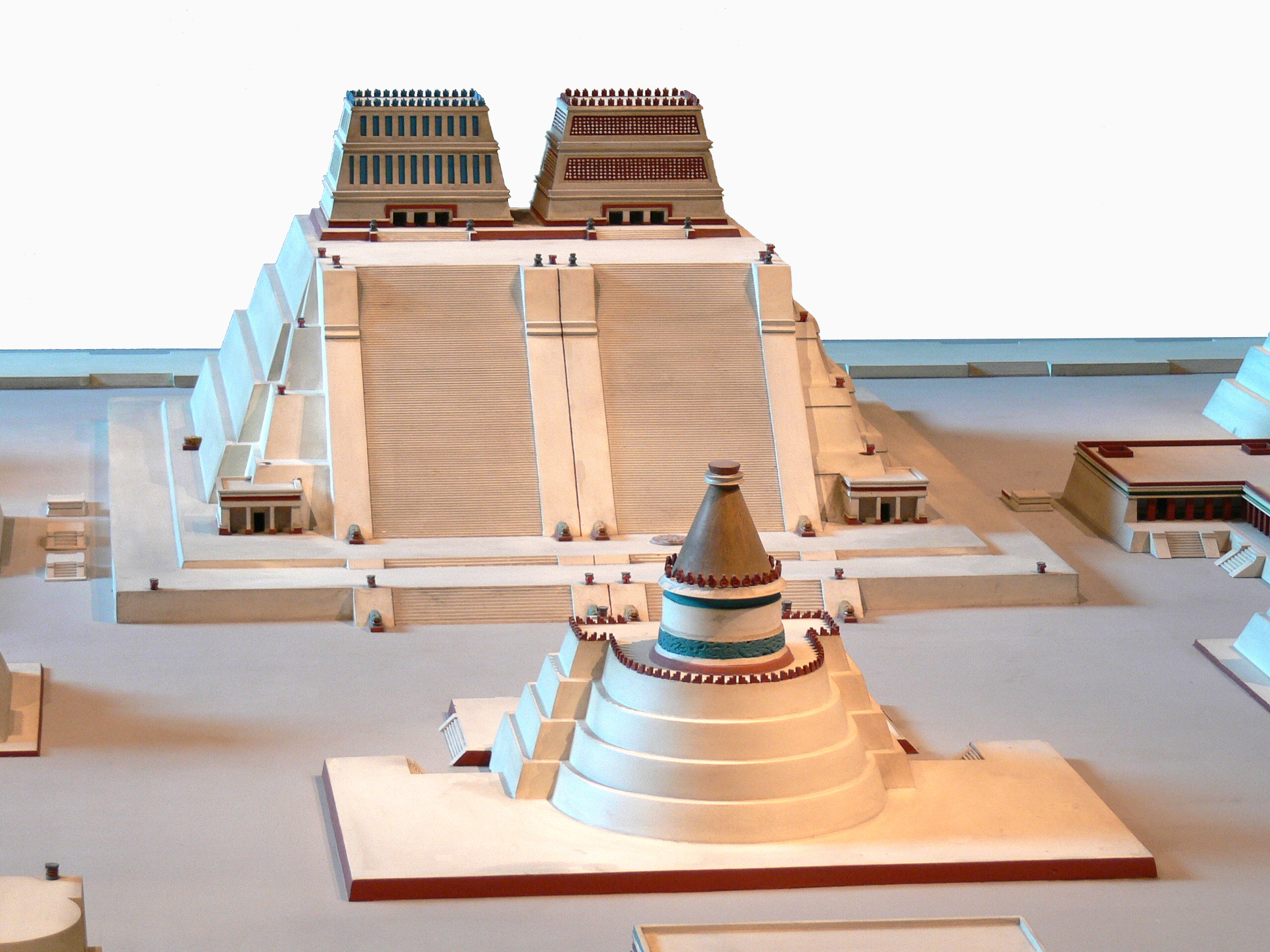
نموذج المعبد الكبير
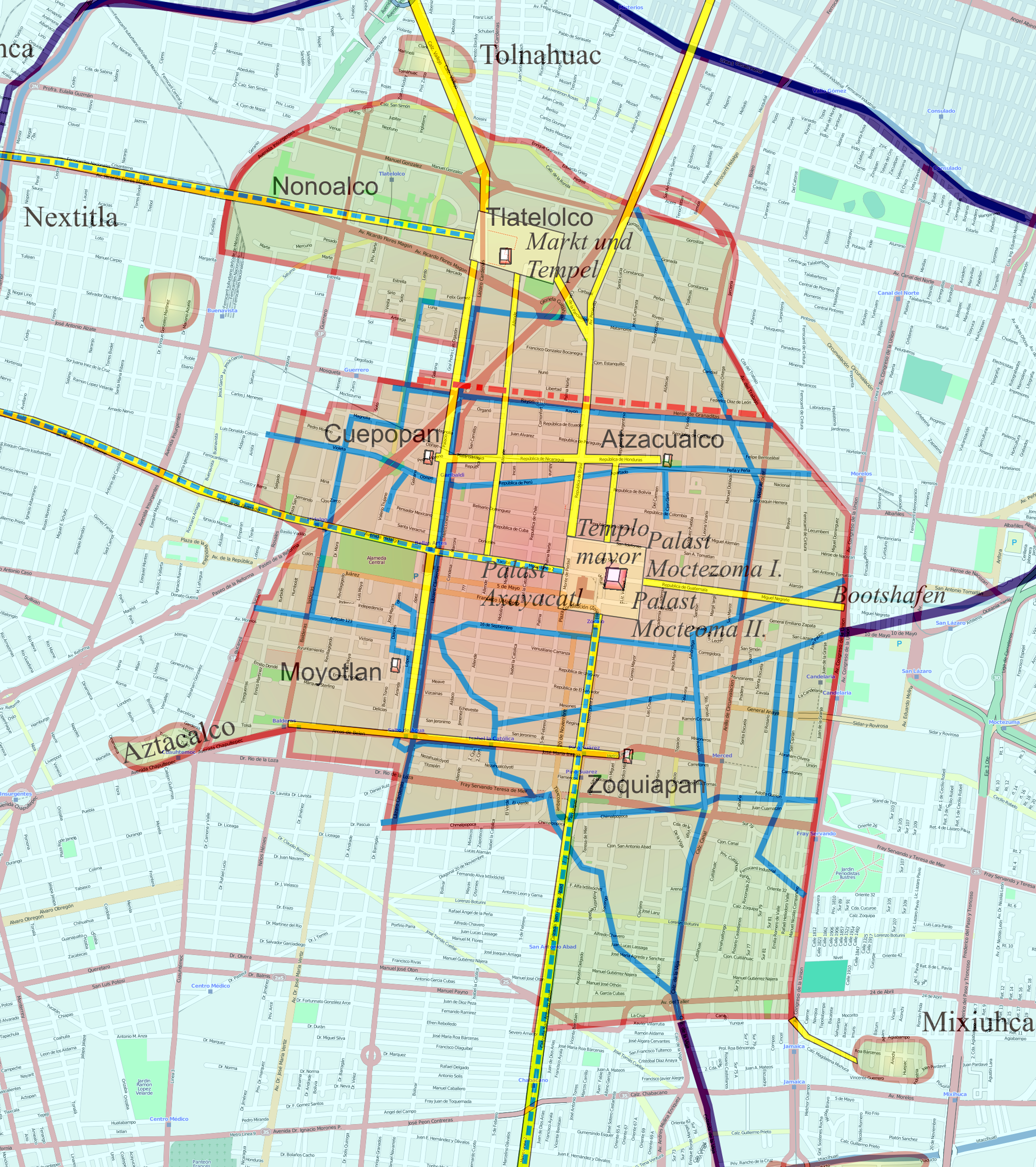
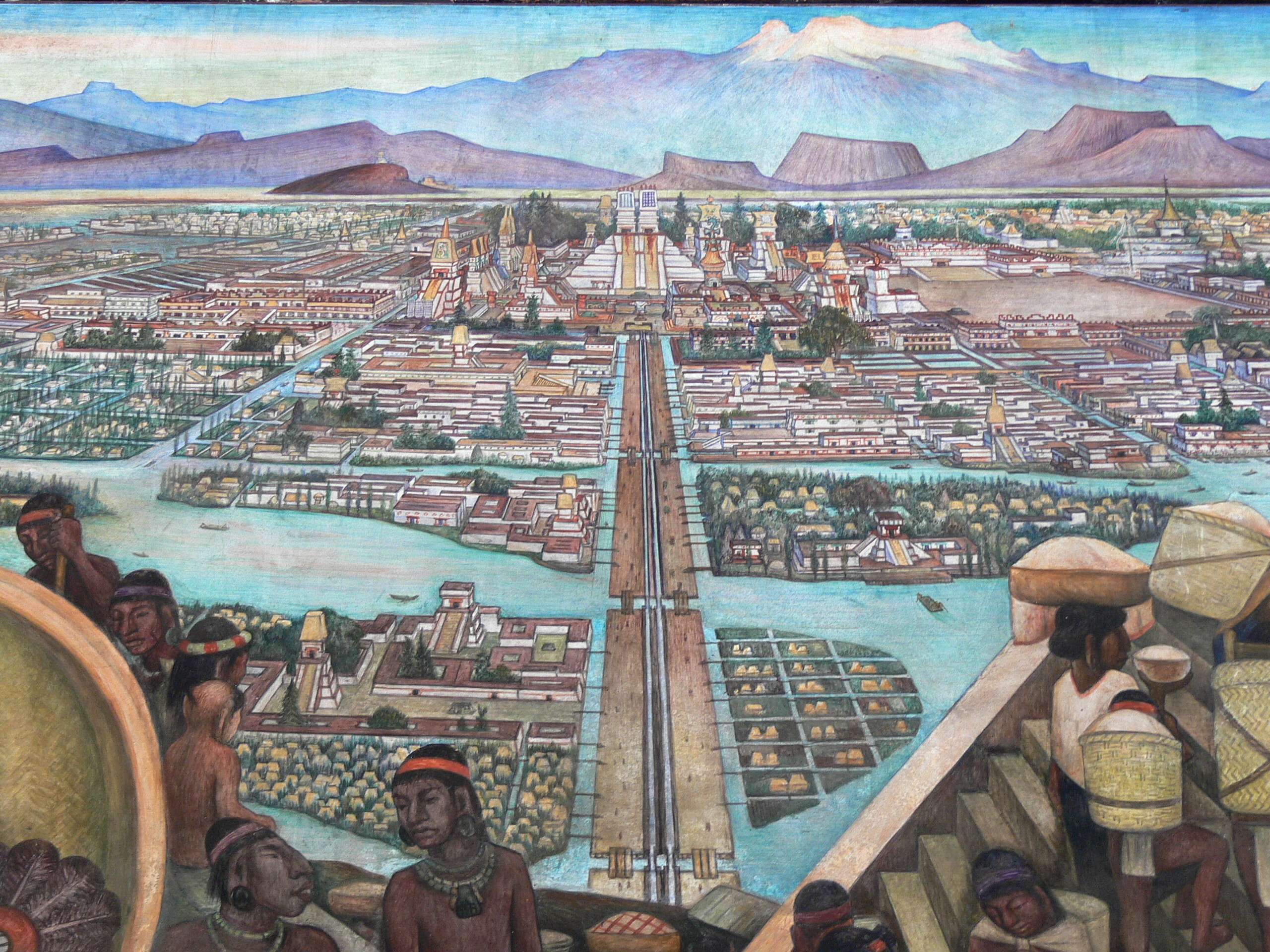
سوق تلاتيلولكو , صورة تخيلية للرسام "دييغو ريفيرا"
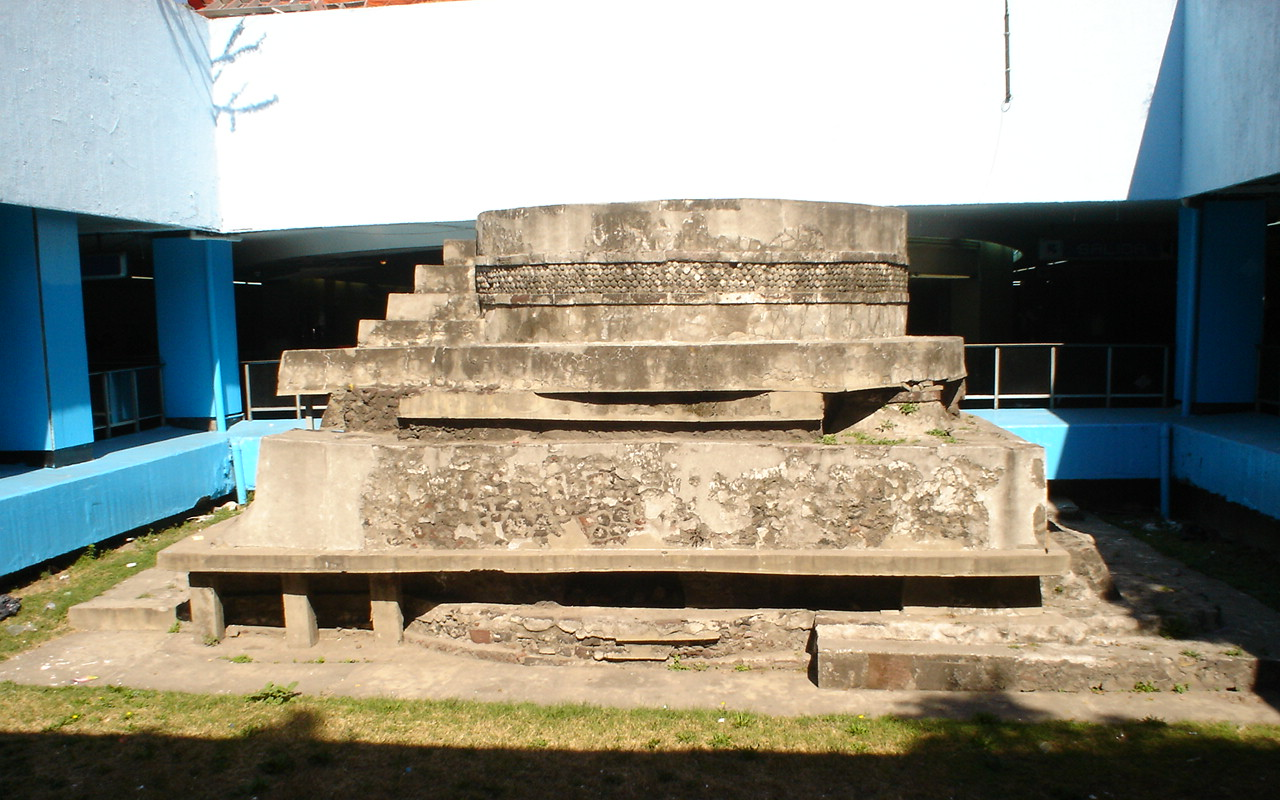
المعبد الدائري Ehecatl في محطة بينو سواريز، حاليا
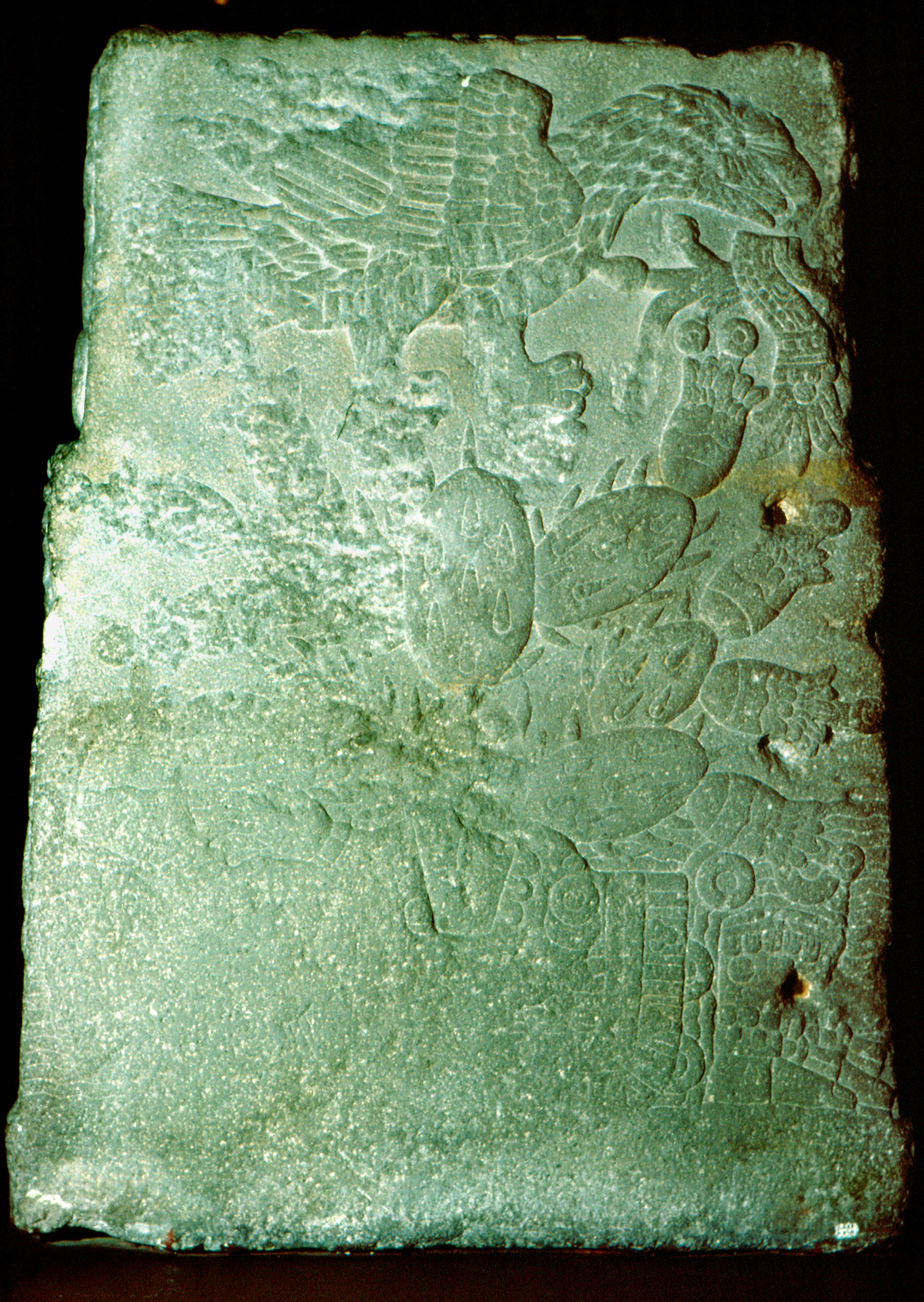
من آثار الأزتك Teocalli de la Guerra Sagrada
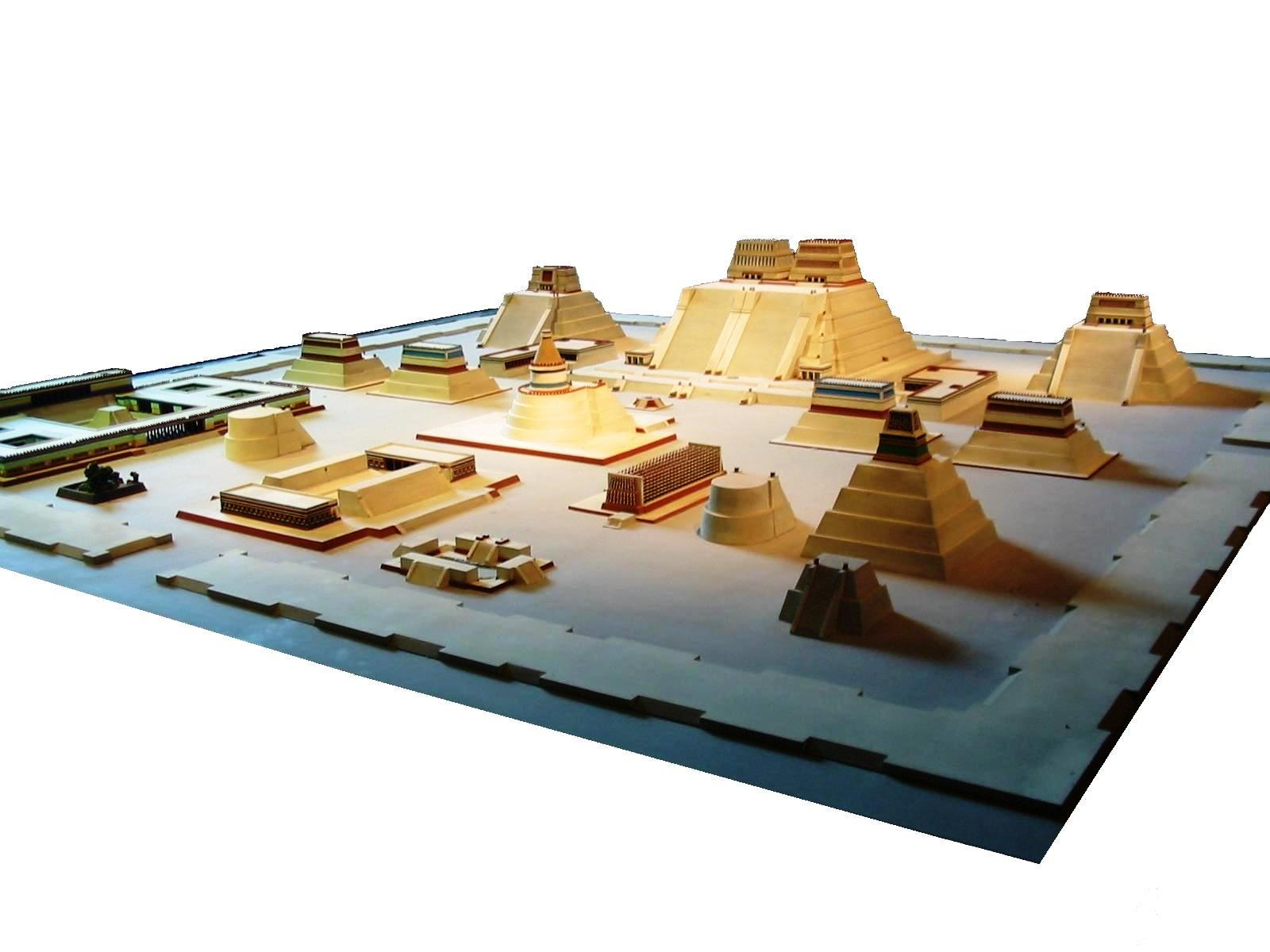
نموذج لمدينة تينوتشتيتلان القديمة على أطراف مدينة مكسيكو

## اقرأ أيضا
- تيوتيهواكان
- مدينة مكسيكو